# Ericameria albida
Ericameria albida là một loài thực vật có hoa trong họ Cúc. Loài này được (M.E.Jones ex A.Gray) L.C.Anderson mô tả khoa học đầu tiên năm 1995.